# Ácido erúcico
Ácido erúcico é ácido graxo omega-9 monoinsaturado, notado como 22:1 ω-9.  Ele está presente nas sementes de colza, de erysimum, e de mostarda, compondo de 40 a 50 por cento de seus óleos, e nas folhas dessas e de muitas outras espécies de Brassicaceae (Cruciferae). O ácido erúcico é também conhecido como ácido cis-13-docosenóico e o isômero trans é conhecido como ácido brassídico.

## Usos
Ele tem muitos dos mesmos usos dos óleos minerais mas com a vantagem de que é facilmente muito mais bio-degradável. Sua alta tolerância à temperatura o faz ser utilizável como óleo de transmissão. Sua habilidade em polimerizar-se e ser seco significa que ele pode ser - e é - usado como óleo para a formação de pastas em pintura ("binder").
O ácido erúcico forma facilmente diversos compostos orgânicos. Adicionando essa habilidade à sua característica de ser polimerizável, torna-o muito aplicável para o uso como matrizes orgânicas que necessitem ser poliméricas. Isso o faz ser especialmente útil na produção de emulsões para cobrir filmes e papéis fotográficos. Uma complexa mistura de muitos compostos de ácido erúcico é comumente usada em rolos de filmes coloridos.
Ele é largamente usado para produzir emolientes, em especial em produtos destinados ao cuidado da pele e em outros relacionados com a saúde. Como muitos outros ácidos graxos, é convertido em surfactantes.
O ácido erúcico tem especial valor em tribologia como lubrificante superior. Quando usado na manufatura de filmes plásticos na forma de erucamida, ele migra para a superfície e então resiste a perfuração de sua película a sua vizinhança. Sendo hidrocarboneto de alto valor calorífico, tem  ponto de ignição muito baixo, alta taxa de cetano, e boas qualidades de lubrificação, e pode ser valioso componente para a produção de biodiesel.
Quando convertido em álcool behenílico (CH3(CH2)21OH), o ácido erúcico tem usos adicionais tais como depressor do ponto de gota, permitindo líquidos fluirem em temperatura mais baixa e na produção de behenato de prata para uso em fotografia.

## Fontes de ácido erúcico

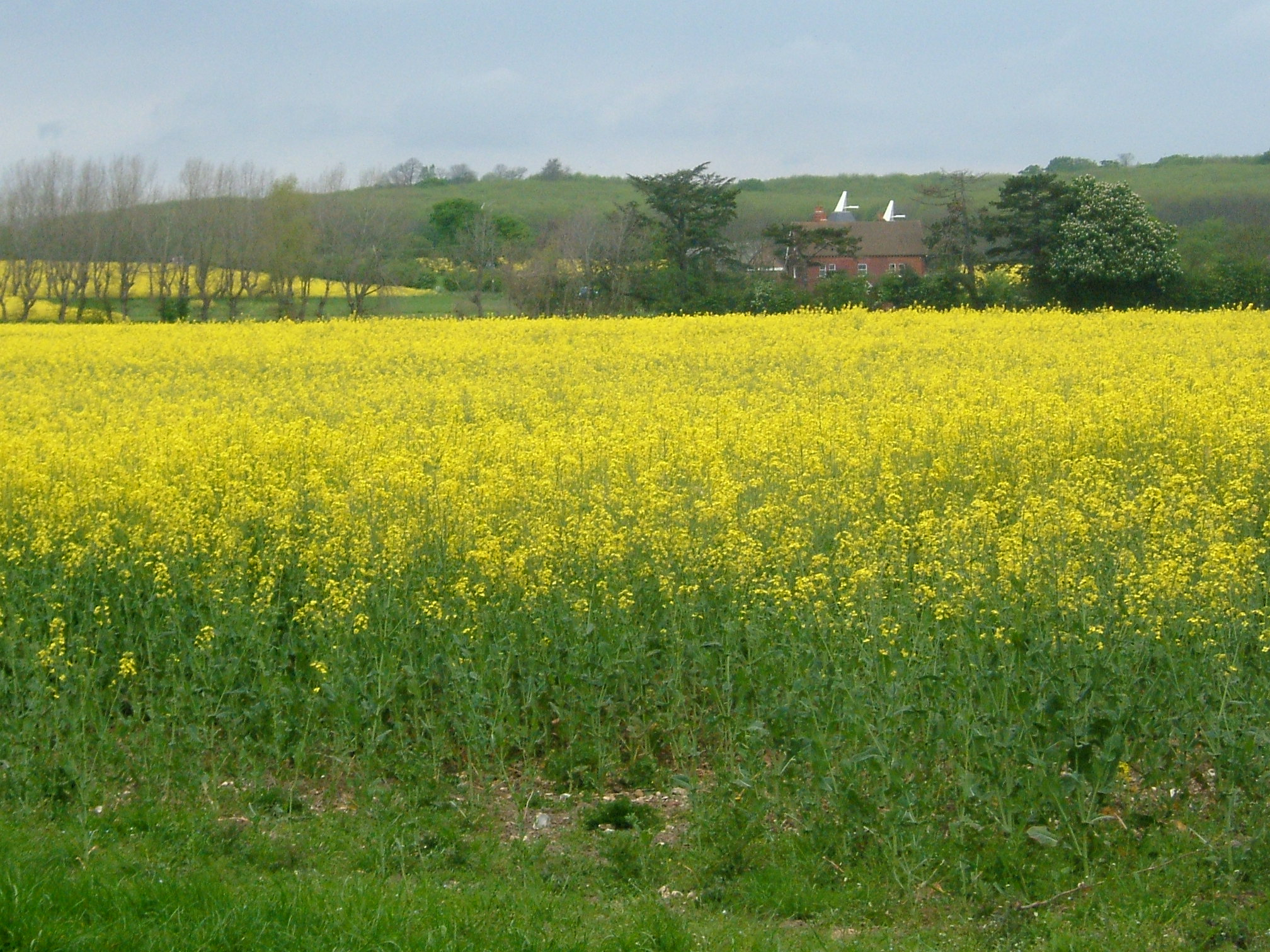
O óleo da semente da colza é rico em ácido erúcico.